# アルセニェ・トデラシュ
アルセニェ・トデラシュ（Arsenie Todiraş、1983年7月22日 - ）は、モルドバの歌手。O-Zoneの元メンバー。

## 概要
長身と良く通る低音ボイス、さらにはきれいなファルセットも持ち合わせ、Raduと好対照を成す。怪しい目つきで台無しにしてしまうことが時々あるが、かなりのイケメンである。ファッションにもこだわりを持ち、特別なプロモーションなどでは、ベージュのカジュアルスーツとどくろの絵が入ったピンクのTシャツで決めている。ちなみに子供の頃から日本に憧れていて、青いプラスチックの刀のおもちゃを持っていたり、忍者になりたがっていたり「七人の侍」よろしく友達を集めて7人で近所の悪ガキと決闘したこともあるほか、現在でも日本車に乗っている。さらに10歳からは合気道もやっていた。大好物はキャンディーで、これだけは最愛の妹にねだられても渡さないらしい。
O-Zone解散後は、ドイツなどでソロ活動を開始。Arseniumという名前で、「Love Me Love Me」「Loca (feat. Ntalila Gordienco and Connect-R)」、などの曲を発表している。2006年3月24日から、ルーマニアのテレビ局Pro TVのダンス勝ち抜き番組『Dansez pentru tine』に女性ダンサーアリオナとペアを組んで出演、5月5日の決勝まで勝ち進み準優勝している。この年のユーロビジョンアテネ大会モルドバ代表に選ばれ5月20日の本戦に出場、20位だった。6月25日、アルバム「The 33rd Element」（Arsenium（ヒ素）が33番目の元素だから）を発売。2006年には9月1日に日本でも公式ファンクラブが設立され、10月20日よりルーマニア国内で公開の映画『Lacrimi de Iubire』に出演した。ファンサイトのチャットに顔を出すなど、ファンとの交流も欠かしていない。12月20日にはファンとのチャット会でファンにクリスマスプレゼントとして新曲「Professional Heartbreakers」を贈った。
現在ではArsenie名義で活動している。

## ディスコグラフィ

### アルバム
- 2006: The 33rd Element

### シングル
- 2005: "Love Me, Love Me" (Germany Top 100 No. 33, France Singles Top 100 #36)
- 2006: "Loca"
- 2007: "Professional Heartbreakers"
- 2008: "Wake Up"
- 2008: "Rumadai" (Germany Top 100 No. 32, Germany Dancefloor Chart No. 1, Austria Top 75 #50)
- 2009: "Minimum"
- 2009: "25"
- 2010: "Исчезни" (transcribed as "Ischezni")
- 2010: "Remember mе"
- 2010: "Nu ma mai cautа"
- 2010: "Erase it"
- 2010: "Bang Bang"
- 2010: "Happy Birthday"
- 2011: "My Heart"
- 2012: "I'm Giving Up"
- 2013: "Aquamarina" (feat. Janyela)
- 2014: "Do Rassveta" (feat. Sati Kazanova)
- 2015: "Bella Bella"
- 2016: "Только с тобой" (transcribed as "Tol'ko s toboi")
- 2016: "What is Love"

### ミュージックビデオ
- 2005: "Love Me, Love Me"
- 2006: "Loca" (feat. Natalia Gordienco & Connect-R)
- 2006: "Professional Heartbreakers"
- 2008: "Wake Up"
- 2008: "Rumadai"
- 2009: "Minimum"
- 2010: "Remember Me"
- 2010: "Erase It"
- 2011: "My Heart" (feat. Lena Knyazeva)
- 2014: "Do Rassveta" (Arsenium feat. Sati Kazanova)
- 2015: "Bella Bella"
- 2016: "Только с тобой"
- 2016: "What is Love"